# 110'erne
Århundreder: 1. århundrede – 2. århundrede – 3. århundrede
Årtier: 60'erne 70'erne 80'erne 90'erne 100'erne – 110'erne – 120'erne 130'erne 140'erne 150'erne 160'erne
År: 110 111 112 113 114 115 116 117 118 119